# Comuna Berejanka, Lanivți
Berejanka (în ucraineană Бережанка) este o comună în raionul Lanivți, regiunea Ternopil, Ucraina, formată din satele Berejanka (reședința) și Jukivți.

## Demografie
Componența lingvistică a comunei Berejanka
     Ucraineană (99,51%)
     Alte limbi (0,49%)
Conform recensământului din 2001, majoritatea populației comunei Berejanka era vorbitoare de ucraineană (99,51%), existând în minoritate și vorbitori de alte limbi.